# Férfi labdarúgótorna az 1996. évi nyári olimpiai játékokon
Az 1996. évi nyári olimpiai játékokon a férfi labdarúgótornát július 20. és augusztus 3. között rendezték. A tornán 16 nemzet csapata vett részt. Magyarország 3 vereséggel a 16. helyen végzett. Az olimpiát Nigéria nyerte, először nyert afrikai csapat olimpiai labdarúgótornát.

## Lebonyolítás
A 16 csapatot 4 darab 4 csapatos csoportba sorsolták. A csoportokban körmérkőzések döntötték el a csoportok végeredményét. A csoportokból az első két helyezett jutott tovább a negyeddöntőbe, ahonnan egyenes kieséses rendszerben folytatódott a torna.

## Játékvezetők
Az olimpiai labdarúgótornára 12 játékvezetőt és 15 asszisztenst hívtak meg. Az asszisztensek között két nő (Nelly Viennot és Gitte Holm) kapott feladatot. A FIFA mind a hat tagszövetsége biztosított játékvezetőt (Jv), valamint partbírót (PB). Az UEFA 3 Jv - 5 PB; az AFC 2 Jv - 3 PB; a CONCACAF 2 Jv - 3 PB; a COMNEBOL 2 Jv - 2 PB; a CAF 2 Jv - 2 PB; valamint az OFC 1 Jv - 1 PB küldhetett. A játékvezetők közül Phirom Anpraszöt és Pierluigi Collina 4-4 mérkőzést irányíthatott, 4 bíró 3-3, hat 2-2 mérkőzésre kapott küldést. A játékvezetők nem végeztek partbírói tevékenységet. Az asszisztensek közül Heiner Neuenstein 8, Akif Ugurdur és Dramane Danté 7, Luis Fernando Torres Zuniga 6, hárman 5-5, hárman 4-4, egy 3, kettő 2-2, míg a két női segítő 1-1 küldésnek tehetett eleget.
| Afrika - Lucien Bouchardeau - Gamál al-Gandúr Partbírók - Dramane Danté - Mohamed Hamid Osman Ázsia - Omer Saleh Al Mehannah - Phirom Anpraszöt Partbírók - Cson Jonghjon - Mohammed al-Múszavi Közép-és Észak-Amerika - Esfandiar Baharmast - Benito Archundia Partbírók - Luis Fernando Torres Zuniga - Maria Rodríguez - Peter Kelly | Dél-Amerika - Antônio Pereira da Silva - Roberto Ruben Ruscio Partbírók - Carlos Velázquez - Jorge Arango Cardona Európa - Hugh Dallas - Pierluigi Collina - José García Aranda Partbírók - Akif Ugurdur - Heiner Neuenstein - Nelly Viennot - Gitte Holm - Jurij Dupanov Oceánia - Edward Lennie Partbírók - Lencie Fred |

## Helyszínek
| Város            | Stadion           |
| ---------------- | ----------------- |
| Birmingham       | Legion Field      |
| Washington       | RFK Stadion       |
| Orlando          | Citrus Bowl       |
| Miami            | Miami Orange Bowl |
| Athens (Georgia) | Stanford stadion  |

## Csoportkör
| Színmagyarázat                                             |
| ---------------------------------------------------------- |
| A csoportok első két helyezettje bejutott a negyeddöntőbe. |
| A csoportok harmadik és negyedik helyezettjei kiestek.     |

### A csoport
| Csapat                 | M | Gy | D | V | Rg | Kg | Gk | P |
| ---------------------- | - | -- | - | - | -- | -- | -- | - |
| Argentína (ARG)        | 3 | 1  | 2 | 0 | 5  | 3  | +2 | 5 |
| Portugália (POR)       | 3 | 1  | 2 | 0 | 4  | 2  | +2 | 5 |
| Egyesült Államok (USA) | 3 | 1  | 1 | 1 | 4  | 4  | 0  | 4 |
| Tunézia (TUN)          | 3 | 0  | 1 | 2 | 1  | 5  | –4 | 1 |

| 1996. július 20. 15:00 |

| Portugália (POR) | 2–0               | Tunézia (TUN) |
| ---------------- | ----------------- | ------------- |
| Martins 13' 68'  | (1–0) Jegyzőkönyv |               |

| RFK Stadium, Washington Nézőszám: 34 796 Játékvezető: Antônio Pereira (brazil) |

| 1996. július 20. 19.30 |

| Egyesült Államok (USA) | 1–3               | Argentína (ARG)                     |
| ---------------------- | ----------------- | ----------------------------------- |
| Reyna 1'               | (1–1) Jegyzőkönyv | G. López 26' Crespo 55' Simeone 90' |

| Legion Field, Birmingham Nézőszám: 83 183 Játékvezető: Lucien Bouchardeau (nigeri) |

| 1996. július 22. 19:30 |

| Argentína (ARG) | 1–1               | Portugália (POR) |
| --------------- | ----------------- | ---------------- |
| Ortega 45'      | (1–0) Jegyzőkönyv | Nuno Gomes 70'   |

| RFK Stadium, Washington Nézőszám: 25 811 Játékvezető: Omer Al Mehannah (Szaúd-arábiai) |

| 1996. július 22. 19:30 |

| Egyesült Államok (USA)       | 2–0               | Tunézia (TUN) |
| ---------------------------- | ----------------- | ------------- |
| Kirovski 38' Maisonneuve 90' | (1–0) Jegyzőkönyv |               |

| Legion Field, Birmingham Nézőszám: 45 687 Játékvezető: Hugh Dallas (skót) |

| 1996. július 24. 19.30 |

| Argentína (ARG) | 1–1               | Tunézia (TUN) |
| --------------- | ----------------- | ------------- |
| Ortega 5'       | (1–0) Jegyzőkönyv | Mkacher 74'   |

| Legion Field, Birmingham Nézőszám: 16 826 Játékvezető: Phirom Anpraszöt (thaiföldi) |

| 1996. július 24. 19:30 |

| Egyesült Államok (USA) | 1–1               | Portugália (POR) |
| ---------------------- | ----------------- | ---------------- |
| Maisonneuve 75'        | (0–1) Jegyzőkönyv | Alves 33'        |

| RFK Stadium, Washington Nézőszám: 58 012 Játékvezető: Edward Lennie (ausztrál) |

### B csoport
| Csapat              | M | Gy | D | V | Rg | Kg | Gk | P |
| ------------------- | - | -- | - | - | -- | -- | -- | - |
| Franciaország (FRA) | 3 | 2  | 1 | 0 | 5  | 2  | +3 | 7 |
| Spanyolország (ESP) | 3 | 2  | 1 | 0 | 5  | 3  | +2 | 7 |
| Ausztrália (AUS)    | 3 | 1  | 0 | 2 | 4  | 6  | –2 | 3 |
| Szaúd-Arábia (KSA)  | 3 | 0  | 0 | 3 | 2  | 5  | –3 | 0 |

| 1996. július 20. 18:30 |

| Spanyolország (ESP) | 1–0               | Szaúd-Arábia (KSA) |
| ------------------- | ----------------- | ------------------ |
| Óscar 80'           | (0–0) Jegyzőkönyv |                    |

| Citrus Bowl, Orlando Nézőszám: 28 774 Játékvezető: Pierluigi Collina (olasz) |

| 1996. július 20. 18:30 |

| Franciaország (FRA)   | 2–0               | Ausztrália (AUS) |
| --------------------- | ----------------- | ---------------- |
| Pirès 11' Maurice 74' | (1–0) Jegyzőkönyv |                  |

| Orange Bowl, Miami Nézőszám: 14 322 Játékvezető: Roberto Ruben Ruscio (argentin) |

| 1996. július 22. 19:00 |

| Franciaország (FRA) | 1–1               | Spanyolország (ESP) |
| ------------------- | ----------------- | ------------------- |
| Legwinski 38'       | (1–0) Jegyzőkönyv | Óscar 80'           |

| Citrus Bowl, Orlando Nézőszám: 16 773 Játékvezető: Phirom Anpraszöt (thaiföldi) |

| 1996. július 22. 19:00 |

| Ausztrália (AUS)        | 2–1               | Szaúd-Arábia (KSA) |
| ----------------------- | ----------------- | ------------------ |
| Tsekenis 11' Viduka 63' | (1–1) Jegyzőkönyv | el-Hilajvi 37'     |

| Orange Bowl, Miami Nézőszám: 5 997 Játékvezető: Esfandiar Baharmast (amerikai) |

| 1996. július 24. 19:00 |

| Spanyolország (ESP)    | 3–2               | Ausztrália (AUS) |
| ---------------------- | ----------------- | ---------------- |
| Raúl 40' 90' Santi 86' | (1–2) Jegyzőkönyv | Vidmar 3' 12'    |

| Citrus Bowl, Orlando Nézőszám: 12 050 Játékvezető: Hugh Dallas (skót) |

| 1996. július 24. 19:00 |

| Franciaország (FRA)                  | 2–1               | Szaúd-Arábia (KSA) |
| ------------------------------------ | ----------------- | ------------------ |
| Maurice 20' (11-esből) Sibierski 49' | (1–1) Jegyzőkönyv | Amín 26'           |

| Orange Bowl, Miami Nézőszám: 4615 Játékvezető: Benito Archundia (mexikói) |

### C csoport
| Csapat            | M | Gy | D | V | Rg | Kg | Gk | P |
| ----------------- | - | -- | - | - | -- | -- | -- | - |
| Mexikó (MEX)      | 3 | 1  | 2 | 0 | 2  | 1  | +1 | 5 |
| Ghána (GHA)       | 3 | 1  | 1 | 1 | 4  | 4  | 0  | 4 |
| Dél-Korea (KOR)   | 3 | 1  | 1 | 1 | 2  | 2  | 0  | 4 |
| Olaszország (ITA) | 3 | 1  | 0 | 2 | 4  | 5  | –1 | 3 |

| 1996. július 21. 12.00 |

| Dél-Korea (KOR)                                | 1–0               | Ghána (GHA) |
| ---------------------------------------------- | ----------------- | ----------- |
| Jun Dzsonghvan (Yun Jeong-Hwan) 41' (11-esből) | (1–0) Jegyzőkönyv |             |

| RFK Stadium, Washington Nézőszám: 45 946 Játékvezető: Edward Lennie (ausztrál) |

| 1996. július 21. 17.00 |

| Mexikó (MEX) | 1–0               | Olaszország (ITA) |
| ------------ | ----------------- | ----------------- |
| Palencia 83' | (0–0) Jegyzőkönyv |                   |

| Legion Field, Birmingham Nézőszám: 44 211 Játékvezető: Hugh Dallas (skót) |

| 1996. július 23. 20.00 |

| Mexikó (MEX) | 0–0         | Dél-Korea (KOR) |
| ------------ | ----------- | --------------- |
|              | Jegyzőkönyv |                 |

| Legion Field, Birmingham Nézőszám: 26 111 Játékvezető: Lucien Bouchardeau (nigeri) |

| 1996. július 23. 21.00 |

| Ghána (GHA)                          | 3–2               | Olaszország (ITA)        |
| ------------------------------------ | ----------------- | ------------------------ |
| Sabah 15' 74' Ahinful 63' (11-esből) | (1–2) Jegyzőkönyv | Branca 8' 44' (11-esből) |

| RFK Stadium, Washington Nézőszám: 27 849 Játékvezető: José García Aranda (spanyol) |

| 1996. július 25. 21.00 |

| Mexikó (MEX) | 1–1               | Ghána (GHA) |
| ------------ | ----------------- | ----------- |
| Abundis 65'  | (0–1) Jegyzőkönyv | Hagan 44'   |

| RFK Stadium, Washington Nézőszám: 30 237 Játékvezető: Antônio Pereira (brazil) |

| 1996. július 25. 21.00 |

| Olaszország (ITA) | 2–1               | Dél-Korea (KOR)               |
| ----------------- | ----------------- | ----------------------------- |
| Branca 24' 82'    | (1–0) Jegyzőkönyv | I Gihjong (Lee Gi-Hyeong) 62' |

| Legion Field, Birmingham Nézőszám: 28 319 Játékvezető: Robert Ruben Ruscio (argentin) |

### D csoport
| Csapat             | M | Gy | D | V | Rg | Kg | Gk | P |
| ------------------ | - | -- | - | - | -- | -- | -- | - |
| Brazília (BRA)     | 3 | 2  | 0 | 1 | 4  | 2  | +2 | 6 |
| Nigéria (NGR)      | 3 | 2  | 0 | 1 | 3  | 1  | +2 | 6 |
| Japán (JPN)        | 3 | 2  | 0 | 1 | 4  | 4  | 0  | 6 |
| Magyarország (HUN) | 3 | 0  | 0 | 3 | 3  | 7  | –4 | 0 |

| 1996. július 21. 18:30 |

| Japán (JPN) | 1–0               | Brazília (BRA) |
| ----------- | ----------------- | -------------- |
| Itó 72'     | (0–0) Jegyzőkönyv |                |

| Orange Bowl, Miami Nézőszám: 46 713 Játékvezető: Benito Archundia (mexikói) |

| 1996. július 21. 18:30 |

| Nigéria (NGR) | 1–0               | Magyarország (HUN) |
| ------------- | ----------------- | ------------------ |
| Kanu 44'      | (0–0) Jegyzőkönyv |                    |

| Citrus Bowl, Orlando Nézőszám: 25 303 Játékvezető: Phirom Anpraszöt (thaiföldi) |

| 1996. július 23. 20:30 |

| Brazília (BRA)                     | 3–1               | Magyarország (HUN) |
| ---------------------------------- | ----------------- | ------------------ |
| Ronaldo 35' Juninho 61' Bebeto 84' | (1–0) Jegyzőkönyv | Madar 58'          |

| Orange Bowl, Miami Nézőszám: 34 871 Játékvezető: Gamál al-Gandúr (egyiptomi) |

| 1996. július 23. 20:30 |

| Nigéria (NGR)                       | 2–0               | Japán (JPN) |
| ----------------------------------- | ----------------- | ----------- |
| Babangida 82' Okocha 90' (11-esből) | (0–0) Jegyzőkönyv |             |

| Citrus Bowl, Orlando Nézőszám: 22 734 Játékvezető: Pierluigi Collina (olasz) |

| 1996. július 25. 21:00 |

| Brazília (BRA) | 1–0               | Nigéria (NGR) |
| -------------- | ----------------- | ------------- |
| Ronaldo 30'    | (1–0) Jegyzőkönyv |               |

| Orange Bowl, Miami Nézőszám: 55 650 Játékvezető: Esfandiar Baharmast (amerikai) |

| 1996. július 25. 21:00 |

| Japán (JPN)                             | 3–2               | Magyarország (HUN)     |
| --------------------------------------- | ----------------- | ---------------------- |
| Maezono 39' (11-esből) 90+1' Uemura 90' | (1–1) Jegyzőkönyv | Sándor T. 2' Madar 48' |

| Citrus Bowl, Orlando Nézőszám: 20 834 Játékvezető: Lucien Bouchardeau (nigeri) |

## Egyenes kieséses szakasz
|  |              |                     |                 |                 |   |                  |                  |                |                |               |               |       |       |
|  | Negyeddöntők | Negyeddöntők        | Negyeddöntők    |                 |   | Elődöntők        | Elődöntők        | Elődöntők      |                |               | Döntő         | Döntő | Döntő |
|  | Negyeddöntők | Negyeddöntők        | Negyeddöntők    |                 |   | Elődöntők        | Elődöntők        | Elődöntők      |                |               | Döntő         | Döntő | Döntő |
|  | július 28.   |                     |                 |                 |   |                  |                  |                |                |               |               |       |       |
|  |              |                     |                 |                 |   |                  |                  |                |                |               |               |       |       |
|  | C1           | Mexikó (MEX)        | 0               |                 |   |                  |                  |                |                |               |               |       |       |
|  | C1           | Mexikó (MEX)        | 0               | július 31.      |   |                  |                  |                |                |               |               |       |       |
|  | D2           | Nigéria (NGR)       | 2               |                 |   |                  |                  |                |                |               |               |       |       |
|  | D2           | Nigéria (NGR)       | 2               |                 |   | Nigéria (NGR)    | Nigéria (NGR)    | 4              |                |               |               |       |       |
|  | július 28.   |                     |                 |                 |   | Nigéria (NGR)    | Nigéria (NGR)    | 4              |                |               |               |       |       |
|  |              |                     | Brazília (BRA)  | Brazília (BRA)  | 3 |                  |                  |                |                |               |               |       |       |
|  | D1           | Brazília (BRA)      | Brazília (BRA)  | Brazília (BRA)  | 3 | 4                |                  |                |                |               |               |       |       |
|  | D1           | Brazília (BRA)      |                 |                 |   | 4                | augusztus 3.     |                |                |               |               |       |       |
|  | C2           | Ghána (GHA)         | 2               |                 |   |                  |                  |                |                |               |               |       |       |
|  | C2           | Ghána (GHA)         | 2               |                 |   | Nigéria (NGR)    | Nigéria (NGR)    | 3              |                |               |               |       |       |
|  | július 27.   |                     |                 |                 |   | Nigéria (NGR)    | Nigéria (NGR)    | 3              |                |               |               |       |       |
|  |              |                     | Argentína (ARG) | Argentína (ARG) | 2 |                  |                  |                |                |               |               |       |       |
|  | A2           | Portugália (POR)    | Argentína (ARG) | Argentína (ARG) | 2 | 2                |                  |                |                |               |               |       |       |
|  | A2           | Portugália (POR)    | július 30.      |                 |   | 2                |                  |                |                |               |               |       |       |
|  | B1           | Franciaország (FRA) | 1               |                 |   |                  |                  |                |                |               |               |       |       |
|  | B1           | Franciaország (FRA) | 1               |                 |   | Portugália (POR) | Portugália (POR) | 0              | Bronzmérkőzés  | Bronzmérkőzés | Bronzmérkőzés |       |       |
|  | július 27.   |                     |                 |                 |   | Portugália (POR) | Portugália (POR) | 0              | Bronzmérkőzés  | Bronzmérkőzés | Bronzmérkőzés |       |       |
|  |              |                     | Argentína (ARG) | Argentína (ARG) | 2 |                  |                  | augusztus 2.   | augusztus 2.   | augusztus 2.  |               |       |       |
|  | A1           | Argentína (ARG)     | Argentína (ARG) | Argentína (ARG) | 2 | 4                |                  | augusztus 2.   | augusztus 2.   | augusztus 2.  |               |       |       |
|  | A1           | Argentína (ARG)     |                 |                 |   |                  |                  | Brazília (BRA) | Brazília (BRA) | 5             |               |       |       |
|  | B2           | Spanyolország (ESP) | 0               |                 |   |                  |                  | Brazília (BRA) | Brazília (BRA) | 5             |               |       |       |
|  | B2           | Spanyolország (ESP) | 0               |                 |   | Portugália (POR) | Portugália (POR) | 0              |                |               |               |       |       |
|  |              |                     |                 |                 |   | Portugália (POR) | Portugália (POR) | 0              |                |               |               |       |       |

### Negyeddöntők
| 1996. július 27. 18:00 |

| Portugália (POR)                  | 2–1 (h. u.)            | Franciaország (FRA)    |
| --------------------------------- | ---------------------- | ---------------------- |
| Capucho 7' Calado 105' (11-esből) | (1–0, 1–1) Jegyzőkönyv | Maurice 49' (11-esből) |

| Orange Bowl, Miami Nézőszám: 22 339 Játékvezető: Pierluigi Collina (olasz) |

| 1996. július 27. 19:30 |

| Argentína (ARG)                                   | 4–0               | Spanyolország (ESP) |
| ------------------------------------------------- | ----------------- | ------------------- |
| Crespo 47' 88' Aranzábal 52' (öngól) C. López 66' | (0–0) Jegyzőkönyv |                     |

| Legion Field, Birmingham Nézőszám: 43 507 Játékvezető: Gamál al-Gandúr (egyiptomi) |

| 1996. július 28. 16:00 |

| Mexikó (MEX) | 0–2               | Nigéria (NGR)           |
| ------------ | ----------------- | ----------------------- |
|              | (0–1) Jegyzőkönyv | Okocha 20' Babayaro 84' |

| Legion Field, Birmingham Nézőszám: 44 788 Játékvezető: Omer Saleh Al Mehannah (Szaúd-arábiai) |

| 1996. július 28. 18:00 |

| Brazília (BRA)                               | 4–2               | Ghána (GHA)             |
| -------------------------------------------- | ----------------- | ----------------------- |
| Duodu 18' (öngól) Ronaldo 56' 62' Bebeto 72' | (1–1) Jegyzőkönyv | Akonnor 23' Aboagye 53' |

| Orange Bowl, Miami Nézőszám: 45 257 Játékvezető: Phirom Anpraszöt (thaiföldi) |

### Elődöntők
| 1996. július 30. 18:00 |

| Portugália (POR) | 0–2               | Argentína (ARG) |
| ---------------- | ----------------- | --------------- |
|                  | (0–0) Jegyzőkönyv | Crespo 55' 61'  |

| Sanford Stadium, Athens Nézőszám: 78 212 Játékvezető: Esfandiar Baharmast (amerikai) |

| 1996. július 31. 18:00 |

| Nigéria (NGR)                                       | 4–3 (h. u.)            | Brazília (BRA)                     |
| --------------------------------------------------- | ---------------------- | ---------------------------------- |
| Roberto Carlos 20' (öngól) Ikpeba 78' Kanu 90', 94' | (1–3, 3–3) Jegyzőkönyv | Flavio Conceição 1' 38' Bebeto 28' |

| Sanford Stadium, Athens Nézőszám: 78 587 Játékvezető: José García Aranda (spanyol) |

### Bronzmérkőzés
| 1996. augusztus 2. 18:00 |

| Brazília (BRA)                                     | 5–0               | Portugália (POR) |
| -------------------------------------------------- | ----------------- | ---------------- |
| Ronaldo 4' Flavio Conceição 10' Bebeto 46' 53' 74' | (2–0) Jegyzőkönyv |                  |

| Sanford Stadium, Athens Nézőszám: 68 173 Játékvezető: Gamál al-Gandúr (egyiptomi) |

### Döntő
| 1996. augusztus 3. 15:45 |

| Nigéria (NGR)                         | 3–2               | Argentína (ARG)                   |
| ------------------------------------- | ----------------- | --------------------------------- |
| Babayaro 28' Amokachi 74' Amunike 90' | (1–1) Jegyzőkönyv | C. López 3' Crespo 50' (11-esből) |

| Sanford Stadium, Athens Nézőszám: 86 117 Játékvezető: Pierluigi Collina (olasz) |

| Az 1996. évi nyári olimpiai játékok férfi labdarúgótornájának olimpiai bajnoka |
| · NIGÉRIA · 1. cím                                                             |
| ------------------------------------------------------------------------------ |

## Góllövőlista
6 gólos
- Hernán Crespo
- Bebeto

5 gólos
- Ronaldo

4 gólos
- Marco Branca

## Végeredmény
Az első négy helyezett utáni sorrend nem tekinthető hivatalosnak, mivel ezekért a helyekért nem játszottak mérkőzéseket. Ezért e helyezések meghatározása a következők szerint történt:
1. több szerzett pont
2. jobb gólkülönbség
3. több szerzett gól

Magyarország és a hazai csapat eltérő háttérszínnel kiemelve.
| Helyezés | Csapat                 | M | Gy | D | V | G+ | G– | Gk | P  |
| -------- | ---------------------- | - | -- | - | - | -- | -- | -- | -- |
| Arany    | Nigéria (NGR)          | 6 | 5  | 0 | 1 | 12 | 6  | +6 | 15 |
| Ezüst    | Argentína (ARG)        | 6 | 3  | 2 | 1 | 13 | 6  | +7 | 11 |
| Bronz    | Brazília (BRA)         | 6 | 4  | 0 | 2 | 16 | 8  | +8 | 12 |
| 4.       | Portugália (POR)       | 6 | 2  | 2 | 2 | 6  | 10 | –4 | 8  |
|          |                        |   |    |   |   |    |    |    |    |
| 5.       | Franciaország (FRA)    | 4 | 2  | 1 | 1 | 6  | 4  | +2 | 7  |
| 6.       | Spanyolország (ESP)    | 4 | 2  | 1 | 1 | 5  | 7  | –2 | 7  |
| 7.       | Mexikó (MEX)           | 4 | 1  | 2 | 1 | 2  | 3  | –1 | 5  |
| 8.       | Ghána (GHA)            | 4 | 1  | 1 | 2 | 6  | 8  | –2 | 4  |
|          |                        |   |    |   |   |    |    |    |    |
| 9.       | Japán (JPN)            | 3 | 2  | 0 | 1 | 4  | 4  | 0  | 6  |
| 10.      | Egyesült Államok (USA) | 3 | 1  | 1 | 1 | 4  | 4  | 0  | 4  |
| 11.      | Dél-Korea (KOR)        | 3 | 1  | 1 | 1 | 2  | 2  | 0  | 4  |
| 12.      | Olaszország (ITA)      | 3 | 1  | 0 | 2 | 4  | 5  | –1 | 3  |
| 13.      | Ausztrália (AUS)       | 3 | 1  | 0 | 2 | 4  | 6  | –2 | 3  |
| 14.      | Tunézia (TUN)          | 3 | 0  | 1 | 2 | 1  | 5  | –4 | 1  |
| 15.      | Szaúd-Arábia (KSA)     | 3 | 0  | 0 | 3 | 2  | 5  | –3 | 0  |
| 16.      | Magyarország (HUN)     | 3 | 0  | 0 | 3 | 3  | 7  | –4 | 0  |